# Orsa Maggiore
L'Orsa Maggiore (in latino Ursa Major) è una costellazione tipica dei cieli boreali. Le sue sette stelle più luminose, raggruppate nel famoso asterismo del Grande Carro, sono visibili per tutto l'anno nell'emisfero nord e non tramontano mai a nord del 41°N (la latitudine di Napoli, Madrid e New York).
Questo gruppo di stelle è noto fin dai tempi più remoti e le storie che ad esso si legano sono le più svariate: il riferimento all'asterismo come un orso (le quattro stelle orientali) inseguito da tre cacciatori (le tre di coda) è probabilmente il più antico mito a cui l'umanità faccia ancora riferimento.
In altre parti del mondo vengono usati nomi diversi: in Nord America è il Grande mestolo, nel Regno Unito è "l'aratro" mentre Septem triones (i sette buoi) è il termine con cui gli antichi Latini definivano le sette stelle dell'Orsa Maggiore descrivendone il lento movimento attorno alla stella polare (da qui l'origine del termine settentrione, cioè nord).

## Caratteristiche

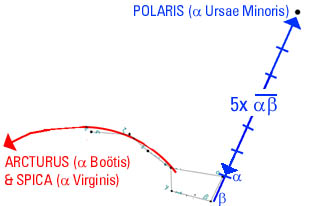
Come trovare la Stella Polare

Le stelle del Grande Carro sono chiamate, in ordine da est ad ovest, Dubhe, Merak, Phecda, Megrez, Alioth, Mizar e Alkaid (o Benetnash), e sono state assegnate loro le lettere greche da α ad η (vedi nomenclatura di Bayer), nello stesso ordine. Mizar ha una stella compagna chiamata Alcor, appena visibile ad occhio nudo, che è un tradizionale test della vista. Entrambe le stelle sono in realtà doppie, e sono state, rispettivamente, la prima binaria visuale e la prima binaria spettroscopica scoperte.
La Stella Polare può essere trovata disegnando una linea tra Dubhe e Merak, all'estremo del Gran Carro, e prolungandola di cinque volte. Altre stelle come Arturo (α Boötis) e Spica (α Virginis) possono essere trovate prolungando invece il lato lungo.
Nel 1869, Richard. A. Proctor notò che, eccetto per Dubhe e Alkaid, le stelle del Gran Carro hanno tutte lo stesso moto proprio, che le porta verso un punto comune del Sagittario. Questo gruppo, noto ora come Associazione dell'Orsa Maggiore (Cr 285), del quale sono stati identificati alcuni altri membri, formava in passato un ammasso aperto.
Da allora le stelle dell'ammasso si sono disperse in una regione di circa 30 per 18 anni luce, posta a circa 75 anni luce di distanza, che è quindi il più vicino oggetto simile ad un ammasso. Altre 100 stelle circa, inclusa Sirio, formano una "corrente" che ha lo stesso moto proprio, ma la loro relazione con l'ex-ammasso non è chiara. Il nostro Sistema Solare si trova sul bordo esterno di questa corrente, ma non ne fa parte, avendo un'età 40 volte superiore.
Oltre al Grande Carro, dalla cultura araba viene un altro antichissimo asterismo: il salto della gazzella, una serie di tre paia di selle:
- ν e ξ Ursae Majoris (Alula Borealis e Australis), il "primo salto";
- λ e μ Ursae Majoris (Tania Borealis e Australis), il "secondo salto";
- ι e κ Ursae Majoris (Talitha Borealis e Australis), il "terzo salto".

Queste stelle si trovano lungo il bordo sudovest della costellazione, le zampe dell'orso.

### Stelle principali

L'asterismo del Grande Carro, su cui si addensa un gran numero di oggetti celesti.

Stelle principali della costellazione dell'Orsa Maggiore
- Alioth (ε Ursae Majoris) è la stella principale della costellazione; di magnitudine 1,76 e dal colore bianco, è una delle stelle del Gruppo stellare dell'Orsa Maggiore.
- Dubhe (α Ursae Majoris) è una stella gialla di magnitudine 1,81 che si trova a 124 anni luce da noi, ossia circa 50 anni luce oltre il Gruppo stellare dell'Orsa Maggiore. Con Merak forma un asterismo noto come I Puntatori, in quanto utilizzato per trovare la Stella Polare.
- Alkaid (η Ursae Majoris) è una stella azzurra di magnitudine 1,85, posta a 101 anni luce di distanza da noi, dunque circa 25 anni luce oltre il Gruppo; nonostante la sua vicinanza ad esso, si muove in direzione opposta, indicando che si tratta solo di una stella di passaggio.
- Mizar (ζ Ursae Majoris) è una stella bianca di magnitudine 2,23 che fa coppia con Alcor, cui è legata gravitazionalmente. Tanto Mizar quanto Alcor sono inoltre stelle multiple: la prima ha quattro componenti, la seconda due. Mizar è insomma in effetti un sistema di sei stelle legate gravitazionalmente tra loro.
- Merak (β Ursae Majoris) è una stella bianco-azzurra di magnitudine 2,34; è il secondo membro dell'asterismo dei Puntatori.
- Phecda (γ Ursae Majoris) è una stella bianco-azzurra di magnitudine 2,41 che nei suoi pressi si individua la galassia M109.
- Megrez (δ Ursae Majoris) è la stella meno luminosa dell'asterismo del Grande Carro; ha magnitudine 3,32 ed è una stella di colore bianco.

Tra le altre stelle, si segnala 47 Ursae Majoris, nota per avere un sistema planetario con tre pianeti confermati, 2,54 e 0,76 volte la massa di Giove. Da segnalare anche Lalande 21185, che è la quarta stella più vicina alla Terra (escluso il Sole).

### Stelle doppie
L'Orsa Maggiore contiene alcune stelle doppie, sebbene non tantissime date le dimensioni della costellazione. Alcune di esse sono particolarmente famose e semplici da risolvere.
- Mizar fa coppia con Alcor: le due stelle sono talmente ben separate che è possibile risolverle pure ad occhio nudo; Mizar tuttavia è a sua volta una doppia, con componenti di seconda e terza grandezza separate da 14", dunque risolvibili con un telescopio di dimensioni medio-piccole.
- Dubhe è una coppia facile da sciogliere, essendo formata da una stella di seconda e una di settima separate da alcuni primi, dunque risolvibile anche con un binocolo; le due componenti sono arancione (la primaria) e biancastra (la secondaria).
- la ι Ursae Majoris ha componenti di terza e decima grandezza, dai colori fortemente contrastanti (bianca e rossa) ma risolvibile solo con ingrandimenti relativamente forti; la difficoltà della risoluzione è data anche dalla grande differenza di magnitudine delle due stelle.

| Principali stelle doppie |                                          |                                          |             |             |                                 |        |
| Nome                     | Coordinate equatoriali all'epoca J2000.0 | Coordinate equatoriali all'epoca J2000.0 | Magnitudine | Magnitudine | Separazione (in secondi d'arco) | Colore |
| Nome                     | AR                                       | Dec                                      | A           | B           | Separazione (in secondi d'arco) | Colore |
| ι Ursae Majoris          | 08h 59m 12s                              | +48° 02′ 32″                             | 3,12        | 10          | 2                               | b + r  |
| σ 2 UMa                  | 09h 10m 23s                              | +67° 08′ 03″                             | 4,8         | 8,3         | 4                               | g + g  |
| Dubhe                    | 11h 03m 43s                              | +61° 45′ 04″                             | 1,81        | 7           | 378                             | ar + b |
| ξ Ursae Majoris          | 11h 18m 11s                              | +54° 55′ 18″                             | 3,79        | 4,41        | 2,9                             | g + g  |
| Mizar                    | 13h 23m :                                | +54° 55′ :                               | 2,23        | 3,95        | 14,4                            | b + b  |

### Stelle variabili
Le dimensioni della costellazione favoriscono statisticamente la presenza di diverse stelle variabili; alcune di esse sono visibili anche con un semplice binocolo.
- R Ursae Majoris è una variabile Mira che in circa 10 mesi compie un ciclo in cui scende dalla magnitudine 6,7 fino alla tredicesima, sparendo così dalla portata anche dei piccoli telescopi.
- W Ursae Majoris compie delle variazioni apprezzabili al binocolo anche nell'arco di poche ore: si tratta infatti di una variabile a eclisse di corto periodo; la variazione è compresa fra la settima e l'ottava magnitudine.
- Z Ursae Majoris ha un periodo molto più lungo, essendo questo di circa 6 mesi e mezzo; si tratta di una variabile semiregolare le cui oscillazioni la portano, quando è al massimo, al limite estremo della visibilità ad occhio nudo, mentre quando è al minimo è al limite estremo per un binocolo di media potenza.
- VY Ursae Majoris è una variabile irregolare che oscilla fra la quinta e la sesta grandezza; le sue escursioni possono essere apprezzate anche ad occhio nudo nel corso del tempo se si dispone di buoni cieli.

| Principali stelle variabili |                                          |                                          |             |             |                  |              |
| Nome                        | Coordinate equatoriali all'epoca J2000.0 | Coordinate equatoriali all'epoca J2000.0 | Magnitudine | Magnitudine | Periodo (giorni) | Tipo         |
| Nome                        | AR                                       | Dec                                      | Max.        | Min.        | Periodo (giorni) | Tipo         |
| R Ursae Majoris             | 10h 44m 38s                              | +68° 46′ 32″                             | 6,7         | 13,4        | 302              | Mireide      |
| S Ursae Majoris             | 12h 43m 57s                              | +61° 05′ 36″                             | 7,1         | 12,7        | 225,87           | Mireide      |
| T Ursae Majoris             | 12h 36m 24s                              | +59° 29′ 13″                             | 6,6         | 13,5        | 256,60           | Mireide      |
| W Ursae Majoris             | 09h 43m 45s                              | +55° 57′ 09″                             | 7,9         | 8,6         | 0,33             | Eclisse      |
| Y Ursae Majoris             | 12h 40m 21s                              | +55° 50′ 48″                             | 7,7         | 9,8         | 168:             | Semiregolare |
| Z Ursae Majoris             | 11h 56m 30s                              | +57° 52′ 17″                             | 6,6         | 9,1         | 196              | Semiregolare |
| RY Ursae Majoris            | 12h 20m 27s                              | +61° 18′ 35″                             | 6,68        | 8,3         | 310:             | Semiregolare |
| ST Ursae Majoris            | 11h 27m 50s                              | +45° 11′ 06″                             | 6,4         | 7,5         | 81               | Semiregolare |
| TV Ursae Majoris            | 11h 45m 35s                              | +35° 53′ 39″                             | 7,1         | 8,2         | 50               | Semiregolare |
| TX Ursae Majoris            | 10h 45m 20s                              | +45° 33′ 58″                             | 7,0         | 8,8         | 306              | Eclisse      |
| VW Ursae Majoris            | 10h 59m 02s                              | +69° 59′ 21″                             | 6,85        | 7,71        | 610:             | Semiregolare |
| VY Ursae Majoris            | 10h 45m 04s                              | +67° 24′ 40″                             | 5,87        | 7,0         | —                | Irregolare   |

## Oggetti del profondo cielo

La Galassia M101.

La costellazione dell'Orsa Maggiore giace lontano dalla Via Lattea e dai suoi ricchi campi stellari, dunque entro i suoi confini non sono visibili ammassi stellari.
Nei pressi della stella Merak si trova una nebulosa planetaria, M97, nota come Nebulosa Civetta a causa delle due macchie scure sul suo disco, che somigliano agli occhi sgranati di una civetta.
Innumerevoli sono invece le galassie osservabili entro i suoi confini; tra la più importanti, spicca la coppia formata da M81 (una delle più brillanti del cielo) e M82, appartenenti al gruppo di galassie dell'Orsa Maggiore, uno dei gruppo più vicini al nostro Gruppo Locale. Seguendo un facile asterismo che parte dalla stella Mizar, si raggiunge la galassia M101, anch'essa molto appariscente e vicina. Accanto alla stella Phecda, si individua la galassia spirale barrata M109; a breve distanza dalla stella Merak si osserva invece M108.
Tra le altre galassie, è nota specialmente NGC 3184, una galassia spirale dai bracci molto luminosi e con due grandi regioni HII al suo interno.
Sono presenti infine anche due galassie nane satelliti della nostra Galassia: Ursa Major I e Ursa Major II, un Ammasso di galassie, il Gruppo di NGC 507, e gruppi di galassie, come il Gruppo di NGC 4051 e il Gruppo di NGC 5322.
| Principali oggetti non stellari |                                          |                                          |                     |             |                                        |                                     |
| Nome                            | Coordinate equatoriali all'epoca J2000.0 | Coordinate equatoriali all'epoca J2000.0 | Tipo                | Magnitudine | Dimensioni apparenti (in primi d'arco) | Nome proprio                        |
| Nome                            | AR                                       | Dec                                      | Tipo                | Magnitudine | Dimensioni apparenti (in primi d'arco) | Nome proprio                        |
| NGC 2768                        | 09h 11m 38s                              | +60° 02′ 14″                             | Galassia            | 9,2         | 7,1 × 3,8                              |                                     |
| NGC 2841                        | 09h 22m 03s                              | +50° 58′ 35″                             | Galassia            | 10,0        | 8,1 × 3,5                              |                                     |
| M81                             | 09h 55m 42s                              | +69° 04′ 00″                             | Galassia            | 6,8         | 26 × 14                                | Galassia di Bode                    |
| M82                             | 09h 55m 52s                              | +69° 40′ 47″                             | Galassia            | 9,3         | 11,2 × 4,3                             | Galassia Sigaro                     |
| NGC 3077                        | 10h 03m 20s                              | +68° 44′ 01″                             | Galassia            | 9,8         | 4,5 × 4,1                              |                                     |
| NGC 3184                        | 10h 18m 17s                              | +41° 25′ 27″                             | Galassia            | 9,6         | 6,9 × 6,8                              |                                     |
| M108                            | 11h 11m 31s                              | +55° 40′ 24″                             | Galassia            | 10,0        | 8,3 × 2,5                              | Galassia Tavola da Surf (Surfboard) |
| M97                             | 11h 14m 48s                              | +55° 01′ 00″                             | Nebulosa planetaria | 9,9         | 3,4 × 3,3                              | Nebulosa Civetta                    |
| NGC 3953                        | 11h 53m 48s                              | +52° 19′ 30″                             | Galassia            | 9,8         | 6,9 × 3,6                              |                                     |
| NGC 5308                        | 13h 47m 00.4s                            | +60° 58′ 23″                             | Galassia            | 12,31       | 3,7 × 0,7                              |                                     |
| NGC 5322                        | 13h 49m 15.3s                            | +60° 11′ 26″                             | Galassia            | 11,14       | 5,9 × 3,9                              |                                     |
| M109                            | 11h 57m 36s                              | +53° 23′ 28″                             | Galassia            | 9,8         | 7,6 × 4,9                              |                                     |
| M101                            | 14h 03m 12s                              | +54° 20′ 00″                             | Galassia            | 8,3         | 28,8 × 26,9                            | Galassia Girandola                  |

## Sistemi planetari
L'Orsa Maggiore contiene un gran numero di stelle con un sistema planetario accertato; il più conosciuto di questi, nonché uno dei primi in assoluto ad essere scoperti, è quello di 47 Ursae Majoris: sono noti due pianeti di tipo gioviano con un'orbita che si viene a posizionare, come distanza dalla stella madre, fra quelle di Marte e Giove (rapportandole al nostro sistema solare).
Un secondo sistema con due pianeti conosciuti è quello di HD 68988; essa possiede un pianeta con una massa pari a quasi due masse gioviane estremamente vicino alla sua stella madre, più un secondo pianeta posto a 5 UA con una massa di oltre 5 volte superiore a quella di Giove.
Fra i sistemi con un solo pianeta conosciuto, spicca GSC 03466-00819, una nana arancione con un pianeta che possiede 75 volte la massa terrestre. Di grande interesse scientifico è anche il pianeta HD 8606 b, che nel gennaio del 2010 ha registrato un aumento della sua temperatura superficiale di ben 700 K in appena sei ore.
| Sistemi planetari |                                          |                                          |             |                      |                              |
| Nome del sistema  | Coordinate equatoriali all'epoca J2000.0 | Coordinate equatoriali all'epoca J2000.0 | Magnitudine | Tipo di stella       | Numero di pianeti confermati |
| Nome del sistema  | AR                                       | Dec                                      | Magnitudine | Tipo di stella       | Numero di pianeti confermati |
| HD 68988          | 08h 18m 22s                              | +61° 27′ 39″                             | 8,21        | Nana gialla          | 2 (b - c)                    |
| HAT-P-13          | 08h 39m 32s                              | +47° 21′ 07″                             | 10,62       | Nana gialla          | 1 (b)                        |
| π² Ursae Majoris  | 08h 40m 13s                              | +64° 19′ 40″                             | 4,59        | Gigante arancione    | 1 (b)                        |
| HD 80606          | 09h 22m 38s                              | +50° 36′ 13″                             | 8,93        | Nana gialla          | 1 (b)                        |
| 41 Lyncis         | 09h 28m 40s                              | +5° 36′ 06″                              | 5,41        | Gigante arancione    | 1 (b)                        |
| HD 89744          | 10h 22m 11s                              | +41° 13′ 47″                             | 5,73        | Nana gialla          | 1 (b)                        |
| 47 Ursae Majoris  | 10h 59m 28s                              | +40° 25′ 48″                             | 5,03        | Nana gialla          | 2 (b - c)                    |
| HD 118203         | 13h 34m 03s                              | +53° 43′ 43″                             | 8,07        | Subgigante arancione | 1 (b)                        |
| GSC 03466-00819   | 13h 44m 23s                              | +48° 01′ 43″                             | 11,86       | Nana arancione       | 1 (HAT-P-3 b)                |

## Storia

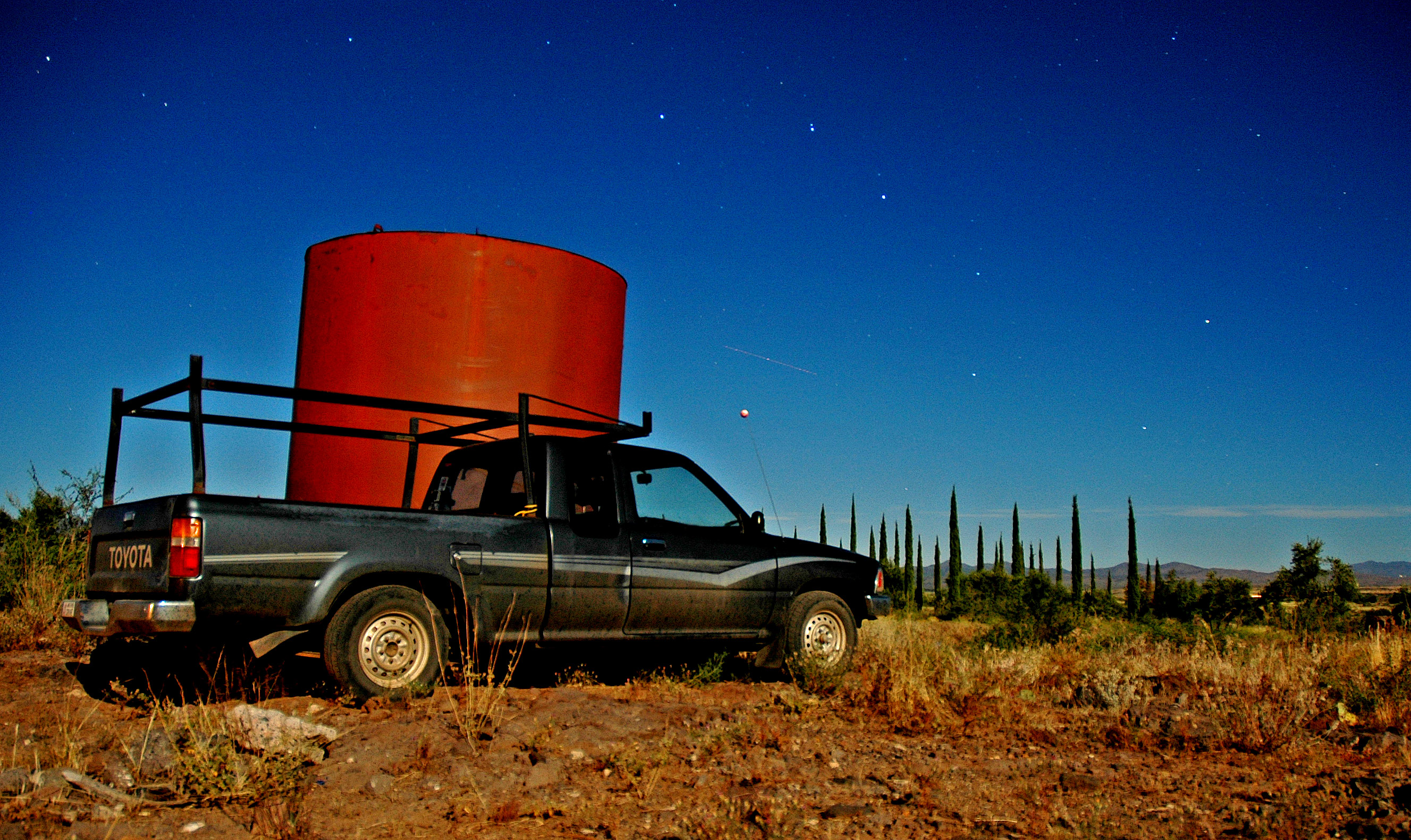
L'Orsa Maggiore rasente l'orizzonte.

L'identificazione delle sette stelle principali con la figura di un orso è presente in diverse e distanti civiltà e, non avendo questo insieme di stelle alcuna particolare somiglianza con l'animale, una convergenza culturale casuale è altamente improbabile.
Gli abitanti del Nord America condividevano questo mito prima dell'arrivo dei colonizzatori europei, probabilmente portato con sé dai primi esseri umani che colonizzarono il continente circa 14.000 anni fa. Molti studiosi considerano comunque questo mito ancora più antico, retrodatabile all'Europa di trentamila anni fa, quando, come diversi ritrovamenti testimoniano, era diffuso un culto dell'orso.
L'Orsa era anche una delle quarantotto costellazioni elencate da Tolomeo ed è sempre stata una delle più conosciute, menzionata da poeti come Omero, Edmund Spenser, Shakespeare, Leopardi e Alfred Tennyson. Si trova inoltre nell'epica finnica Kalevala ed è stata dipinta da Vincent van Gogh. Cara anche al poeta Gabriele D'Annunzio, è raffigurata nell'emblema della Reggenza italiana del Carnaro e nello stemma della Provincia di Fiume.

## Mitologia

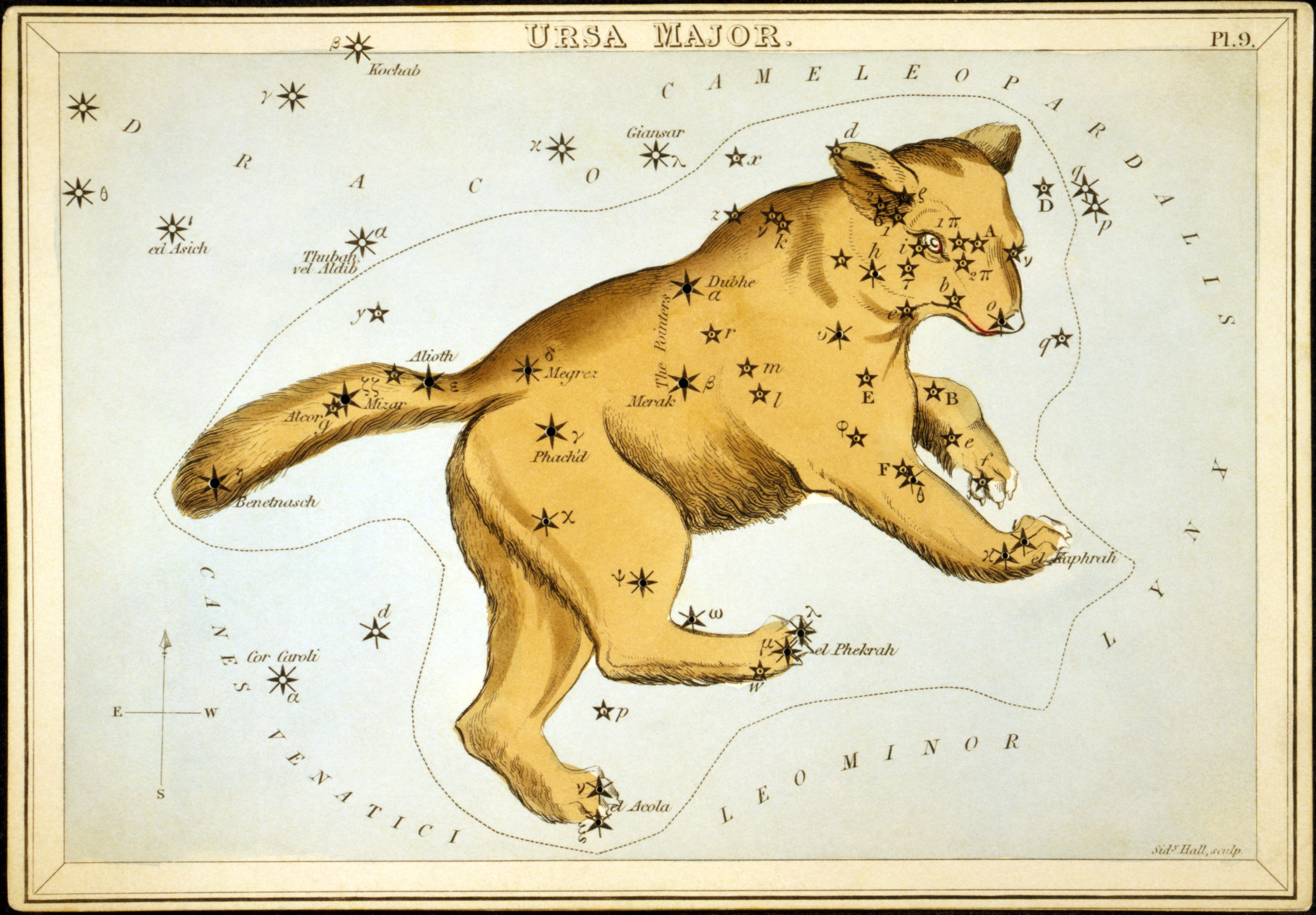
Orsa maggiore in un dipinto del 1825

- Nella mitologia classica una delle ninfe compagne di Artemide, Callisto, perse la sua verginità con Zeus, che si era avvicinato sotto le spoglie della stessa Artemide; arrabbiata, Era la trasformò in un orso. Il figlio di Callisto, Arcas, quasi uccise la madre mentre stava cacciando, ma Zeus e Artemide lo fermarono e posero entrambi in cielo come l'Orsa Maggiore e l'Orsa Minore. Era, tuttavia, non era contenta del fatto che fossero stati assunti in cielo e perciò chiese aiuto a Teti: questa, una dea marina, rivolse alle costellazioni una maledizione perché fossero costrette a girare per sempre in tondo nel cielo e a non riposarsi mai sotto l'orizzonte, spiegando così il fatto che queste costellazioni sono circumpolari.
- Una variante del mito è riportata dal poeta ellenistico Arato di Soli nel proemio dei Fenomeni: le due orse celesti sarebbero le orse che tennero in salvo Zeus bambino in una grotta per nasconderlo al padre Crono, che desiderava mangiarlo come aveva fatto coi suoi fratelli poiché gli era stato predetto che uno dei suoi figli lo avrebbe spodestato.
- I Tuareg, che non conoscono gli orsi, vedono in essa una cammella il cui collo si prolunga fino a raggiungere Arturo (che è compreso anch'esso nella costellazione). Questa cammella rappresenterebbe l'esito della trasformazione della mitica cammella Fakrou, uccisa da persone empie. L'Orsa Minore sarebbe invece un piccolo di cammello, tenuto legato ad un picchetto intorno al quale continuerebbe a girare (la stella polare).

## Altri riferimenti
- L'Orsa Maggiore viene citata continuamente nel celebre manga e anime Ken il guerriero (il cui titolo originale giapponese è Hokuto no Ken, cioè Colpo del Grande Carro/Orsa Maggiore, poi riadattato in Colpo della Stella del Nord) e nelle opere derivate. In questo universo essa è il simbolo della misteriosa e letale arte marziale nota come Hokuto Shinken e anche il protagonista Kenshiro porta sul corpo sette cicatrici disposte come nel Grande Carro. Kaiou, dell'Hokuto Ryuken, porta una voglia dalla forma identica su una tempia e nel prequel Ken il guerriero: Le origini del mito il neonato Kenshiro ha la stessa voglia, come pure Kenshiro Kasumi senior (protagonista dell'opera e fratello maggiore di Ryuken, il maestro di Kenshiro junior). Regolarmente le sette stelle vengono mostrate in cielo a volte assieme ad Alcor, a cui viene attribuito il ruolo di "stella del presagio di Morte" o semplicemente "stella della Morte" poiché chi la vede è destinato a morire entro l'anno in corso (Toki, Rei, Mamiya e Raoul la vedono in momenti diversi della storia). Da notare che il nome Hokuto (termine giapponese con cui si indica il Grande Carro) è adattato nel titolo inglese come "stella del Nord" (si tenga presente che in giapponese non si può distinguere il singolare dal plurale senza inserire le parole nel contesto della frase) che sembra alludere alla stella Polare, il che ovviamente crea molta confusione. In alcune regioni del Giappone, effettivamente, esiste una leggenda inerente alla stella Alcor, ma con qualche difformità rispetto al manga e anime. La leggenda originale ritiene che chi vedrà scomparire la stella morirà entro l'anno e viene chiamata "stella della vita".[10]
- La costellazione appare anche in un altro manga e anime famosissimo: si tratta de I Cavalieri dello zodiaco, dove viene indicata come "Bear" (in inglese "orso") ed è il simbolo di uno dei personaggi minori della storia. Nella versione animata, inoltre, le sette stelle sono gli astri protettori dei God Warrior di Odino (i Cavalieri di Asgard) oltre ad un guerriero ombra associato alla stella Alcor, guardiano del guerriero della stella Mizar (nell'edizione italiana dell'anime i due personaggi sono chiamati proprio Mizar e Alcor).